# Independence Day (film)
Independence Day (ook wel afgekort tot ID4) is een Amerikaanse sciencefictionfilm uit 1996. De film werd geregisseerd door Roland Emmerich, die tevens het scenario schreef samen met Dean Devlin.
De film stond eigenlijk gepland voor 3 juli 1996, maar veel bioscopen vertoonden de film reeds de avond ervoor om aan de vraag te voldoen.
In 2016 kwam een vervolgfilm uit onder de naam Independence Day: Resurgence dat zich precies 20 jaar later afspeelt.

## Verhaal
De film begint op 2 juli. Een kolossaal buitenaards ruimteschip nadert de aarde, en laat een aantal kleinere schotelvormige schepen los. Elk van deze kleinere schepen heeft een diameter van 15 mijl. De schepen vestigen zich boven de belangrijkste steden ter wereld, waaronder Moskou, Delhi, Berlijn, New York, Los Angeles en Washington D.C. Hier blijven ze stationair hangen zonder verder iets te doen. Sommigen raken in paniek, alle legers ter wereld mobiliseren, maar anderen denken dat de aliens vreedzaam zijn en organiseren feestjes om ze te verwelkomen.
David Levinson, een medewerker van een kabelbedrijf in New York, ontdekt dat de schepen onderling contact houden en bezig zijn af te tellen voor iets. Met behulp van zijn ex-vrouw Constance (die een baan in het Witte Huis heeft) en zijn vader Julius verkrijgt hij toegang tot het Witte Huis om de president, Thomas J. Whitmore, te waarschuwen. De president wil de steden laten evacueren, maar het is al te laat. De schepen openen hun bodemluiken waarachter een krachtig wapen verscholen gaat en beginnen tegelijk hun aanval en leggen alle steden in de as. De president en zijn gevolg kunnen nog net ontkomen in Air Force One wanneer Washington D.C. hetzelfde lot ondergaat.
De volgende dag probeert het Amerikaanse leger een tegenaanval te lanceren, maar elke aanval wordt afgeslagen daar de grotere schepen een soort krachtveld bezitten en ze zelf over een vloot van kleine gevechtsschepen beschikken die ook ieder een eigen krachtveld hebben. Alleen kapitein Steven Hiller overleeft de vernietiging van zijn squadron. Hij slaagt er tevens in een van de gevechtsschepen van de buitenaardse wezens neer te laten storten door het in een kloof te lokken (hoewel het hem ook zijn eigen kist kost). Hij slaat het buitenaardse wezen in het schip bewusteloos, en gebruikt zijn parachute om het buitenaardse wezen mee te nemen. Hiller wordt opgepikt door Russell Casse, die met een groep vluchtelingen door de woestijn rijdt. Ze brengen het gevangen buitenaardse wezen naar Area 51, waar de president en zijn gevolg ook zijn. Al snel wordt duidelijk dat de wetenschappers in Area 51 al langer van deze buitenaardse wezens afwisten: bij het Roswellincident is een gevechtsschip met drie buitenaardse wezens aan boord gevonden.
De president laat het gevangen buitenaardse wezen onderzoeken. Het buitenaardse wezen ontwaakt en neemt bezit van het brein van een van de wetenschappers. Hij onthult dat zijn soort al tientallen planeten heeft verwoest na ze eerst te hebben geplunderd van alle grondstoffen. Het buitenaardse wezen wordt doodgeschoten. De president, geschokt hierdoor, gelast de inzet van kernwapens. Het blijkt nutteloos, de krachtvelden kunnen zelfs kernexplosies weerstaan.
Op 4 juli komt Levinson met een idee. Hij wil het schip in Area 51 gebruiken om binnen te dringen in het moederschip van de buitenaardse wezens, en dan een computervirus uploaden dat al hun krachtvelden zal uitschakelen. Hiller biedt zich aan als piloot. De twee krijgen toestemming voor het plan en vliegen naar het moederschip. Daar blijken al miljoenen ruimtewezensoldaten klaar te staan voor een invasie. Via morsecode stuurt het leger een bericht rond de wereld om alle nog overgebleven legereenheden van het plan op de hoogte te brengen.
Het uploaden van het virus verloopt volgens plan, waarna het moederschip van binnenuit wordt vernietigd met een kernwapen. Hierna wordt een massale tegenaanval op de hoofdschepen ingezet. Aanvankelijk laat dit zich alsnog ongunstig aanzien: de hoofdschepen lopen oppervlakkige maar geen ernstige schade op terwijl ook zonder krachtveld de kleinere gevechtsschepen superieur aan de Amerikaanse straaljagers zijn. Wanneer het hoofdschip echter zijn superwapen wil gebruiken, vliegt Russell zichzelf met een kamikazeaanval te pletter tegen dit wapen, waardoor het hele hoofdschip explodeert. Nu bekend is wat de zwakke plek van de hoofdschepen is, verleggen de luchtmachten hun tactiek en vallen de superwapens van de hoofdschepen aan. In Area 51 ontvangt men het bericht dat de aanval overal ter wereld een succes was.
Aan het eind van de film landen Levinson en Hiller ongedeerd bij Area 51 en kijken toe hoe het puin van het moederschip verbrandt in de atmosfeer.

## Rolverdeling
| Acteur            | Personage                    |
| ----------------- | ---------------------------- |
| Will Smith        | Kapitein Steven Hiller       |
| Bill Pullman      | President Thomas J. Whitmore |
| Jeff Goldblum     | David Levinson               |
| Mary McDonnell    | first lady Marilyn Whitmore  |
| Judd Hirsch       | Julius Levinson              |
| Robert Loggia     | Generaal William Grey        |
| Randy Quaid       | Russell Casse                |
| Margaret Colin    | Constance Spano              |
| Vivica A. Fox     | Jasmine Dubrow               |
| James Rebhorn     | Albert Nimzicki              |
| Harvey Fierstein  | Marty Gilbert                |
| Adam Baldwin      | Majoor Steven Mitchell       |
| Brent Spiner      | Dr. Brackish Okun            |
| James Duval       | Miguel Casse                 |
| Bill Smitrovich   | Luitenant-kolonel Watson     |
| Harry Connick jr. | Kapitein Jimmy Wilder        |
| Mae Whitman       | Patricia Whitmore            |
| Ross Bagley       | Dylan Dubrow-Hiller          |
| Lisa Jakub        | Alicia Casse                 |
| Giuseppe Andrews  | Troy Casse                   |
| Erick Avari       | SETI-baas                    |

## Achtergrond

### Productie
Het idee voor de film kwam toen Emmerich en Devlin in Europa waren om hun film Stargate te promoten. Een journalist vroeg Emmerich waarom hij een film als Stargate had gemaakt terwijl hij niet in buitenaardse wezens gelooft. Als antwoord gaf Emmerich dat hij nog steeds gefascineerd was door een eventuele komst van buitenaardse wezens en vroeg de journalist hoe hij zou reageren als hij op een ochtend wakker werd en zag dat er kolossale ruimteschepen boven alle steden op aarde hingen. Dit idee bleef hangen en Emmerich besloot er samen met Devlin een film van te maken.
Emmerich en Devlin schreven hun scenario tijdens een twee weken durende vakantie in Mexico. De productie begon in augustus 1995. De twee probeerden zo veel mogelijk authentieke pyrotechnics te gebruiken en zo min mogelijk computeranimatie.
Toen de film nog een postproductie was, begon 20th Century Fox met een grootse reclamecampagne om de film te promoten. Zo werd een reclamefilmpje uitgezonden tijdens de Super Bowl XXX. Voor deze reclame had Fox 1,3 miljoen dollar neergeteld.

### Roman
Auteur Stephen Molstad schreef een roman gebaseerd op de film om de film te helpen promoten. De roman gaat dieper in op de personages en situaties.
Door het succes van de film schreef Molstad later een prequel-roman getiteld Independence Day: Silent Zone. In juli 1999 volgde een derde roman getiteld Independence Day: War in the Desert.

### Ontvangst
Independence Day werd over het algemeen goed ontvangen. Toch vonden critici dat de plot van de film te veel leek op H.G. Wells’ The War of the Worlds.

### Radio
Op 4 augustus 1996 zond BBC Radio 1 een programma uit getiteld Independence Day UK, geschreven en geproduceerd door Dirk Maggs. Deze show vertelt het verhaal van de film vanuit Brits perspectief. Geen van de acteurs uit de film werkten mee aan het programma.

### Luchtballon
Voor deze film is een speciale luchtballon gebouwd door fabrikant, Cameron Balloons. Deze ballon werd gebruikt voor het moederschip, in combinatie met speciale effecten.

## Prijzen en nominaties
1996
- De Golden Screen – gewonnen
- De Golden Screen with 1 Star – gewonnen
- De Golden Screen with 2 Stars – gewonnen

1997
- De Academy Award voor beste visuele effecten – gewonnen
- De Academy Award voor beste geluid
- 11 Saturn Awards:
  - Beste regisseur (Roland Emmerich) – gewonnen
  - Beste sciencefictionfilm – gewonnen
  - Beste effecten – gewonnen
  - Beste acteur (Jeff Goldblum)
  - Beste acteur (Will Smith)
  - Beste kostuums
  - Beste muziek
  - Beste optreden door een jonge acteur (James Duval)
  - Beste mannelijke bijrol (Brent Spiner)
  - Beste vrouwelijke bijrol (Vivica A. Fox)
  - Beste schrijver
- De Amanda Award voor beste buitenlandse film – gewonnen
- De Award of the Japanese Academy voor beste buitenlandse film
- De BAFTA Award voor Best Achievement in Special Visual Effects
- De Best Achievement in Special Visual Effects voor beste geluid
- De BMI Film Music Award – gewonnen
- De Blockbuster Entertainment Award voor favoriete acteur (Will Smith) – gewonnen
- De CAS Award voor Outstanding Achievement in Sound Mixing for a Feature Film
- De Box Office Award – gewonnen
- De Grammy voor Best Instrumental Composition Written for a Motion Picture or for Television – gewonnen
- De Hugo Award voor beste dramatische presentatie
- De International Monitor Award voor Theatrical Releases – Electronic Visual Effects – gewonnen
- De Blimp Award voor favoriete film – gewonnen
- De Blimp Award voor favoriete filmacteur (Will Smith)
- 5 MTV Movie Awards:
  - Beste kus (Will Smith en Vivica A. Fox) – gewonnen
  - Beste actiescène
  - Best Breakthrough Performance (Vivica A. Fox)
  - Beste mannelijke rol (Will Smith)
  - Beste film
- De Readers' Choice Award voor beste buitenlandse film – gewonnen
- De People's Choice Award voor Favorite Dramatic Motion Picture – gewonnen
- De Golden Raspberry Award voor slechtste film die meer dan 100 miljoen dollar heeft opgebracht
- De Golden Satellite Award voor Outstanding Film Editing
- De Golden Satellite Award voor Outstanding Visual Effects
- Acht Universe Reader's Choice Award – allemaal gewonnen
  - Best Actor in a Genre Motion Picture (Will Smith)
  - Best Cinematography for a Genre Motion Picture
  - Best Director for a Genre Motion Picture (Roland Emmerich)
  - Best Science Fiction Film
  - Best Score for a Genre Motion Picture
  - Best Special Effects in a Genre Motion Picture
  - Best Supporting Actress in a Genre Motion Picture (Vivica A. Fox)
  - Best Writing for a Genre Motion Picture
- De Young Artist Award voor Best Performance in a Feature Film – Actor Age Ten or Under (Ross Bagley)